# Fuego de Cárdenas (caballo)
Fuego de Cárdenas (o también conocido como Fuego XII) es un caballo de doma nacido en 1998, montado por el jinete oriundo de España Juan Manuel Muñoz Díaz.
En los Juegos Ecuestres Mundiales de 2010, fue apodado cómo el Rey de los Corazones, después de un espectacular show.
Nacido el 12 de febrero de 1998 en la ganadería de D. Miguel Ángel de Cárdenas.

## Competencias
2007
Año en el que Fuego y Juan Manuel debutan por primera vez en una competencia Internacional en Odense, consiguen 1.er Lugar. 
En el CDI Saumur obtienen segundo lugar.
En el Gran Premio especial, de Oldemburgo, obtienen de nuevo 2.º lugar.
2008
Ponte de Lime, Gran Premio de Portugal obtiene 3.er lugar.
En el CDI Saumur 2008, obtienen 2.º
En el Gran Premio de doma en 2008, España, obtiene 1.er lugar.
En los Juegos Olímpicos de 2008, Fuego y Juan Manuel sacaron el sexto lugar con un puntaje de 71.000%
2009
En el CDI Hansbeke 2009, Bélgica. obtienen 3.er Lugar.
2010
En el CDI de Montenmedio, España, obtienen 2.º lugar.
CDIO Saumur, en el que con el equipo español obtienen el título de Campeón de la Copa de Naciones.
A pesar de quedar en 5.º lugar, Fuego en los Juegos Ecuestres Mundiales se ganó el corazón de muchos espectadores y el apodo de Rey de los Corazones.
2011
En el CDI Saumur, obtienen 1.er lugar.
En el CDI Wiesbaden, Alemania, obtienen 1.er lugar
2012
En el CDI Saumur, obtienen 1.er lugar.
En el CDI Fritzens, Austria, obtienen 2.º lugar.
En los Juegos Olímpicos, Londres 2012, obtienen 10.º lugar.
2013
En el CDI Treffen, Austria, consiguen 2.º lugar.

## Pedrigree
Fuego es un Pura Raza Española (PRE), hijo de Utrerano y Mundana II, nieto de Lebrijano III y Elegido III, respectivamente.